# Nello Celio

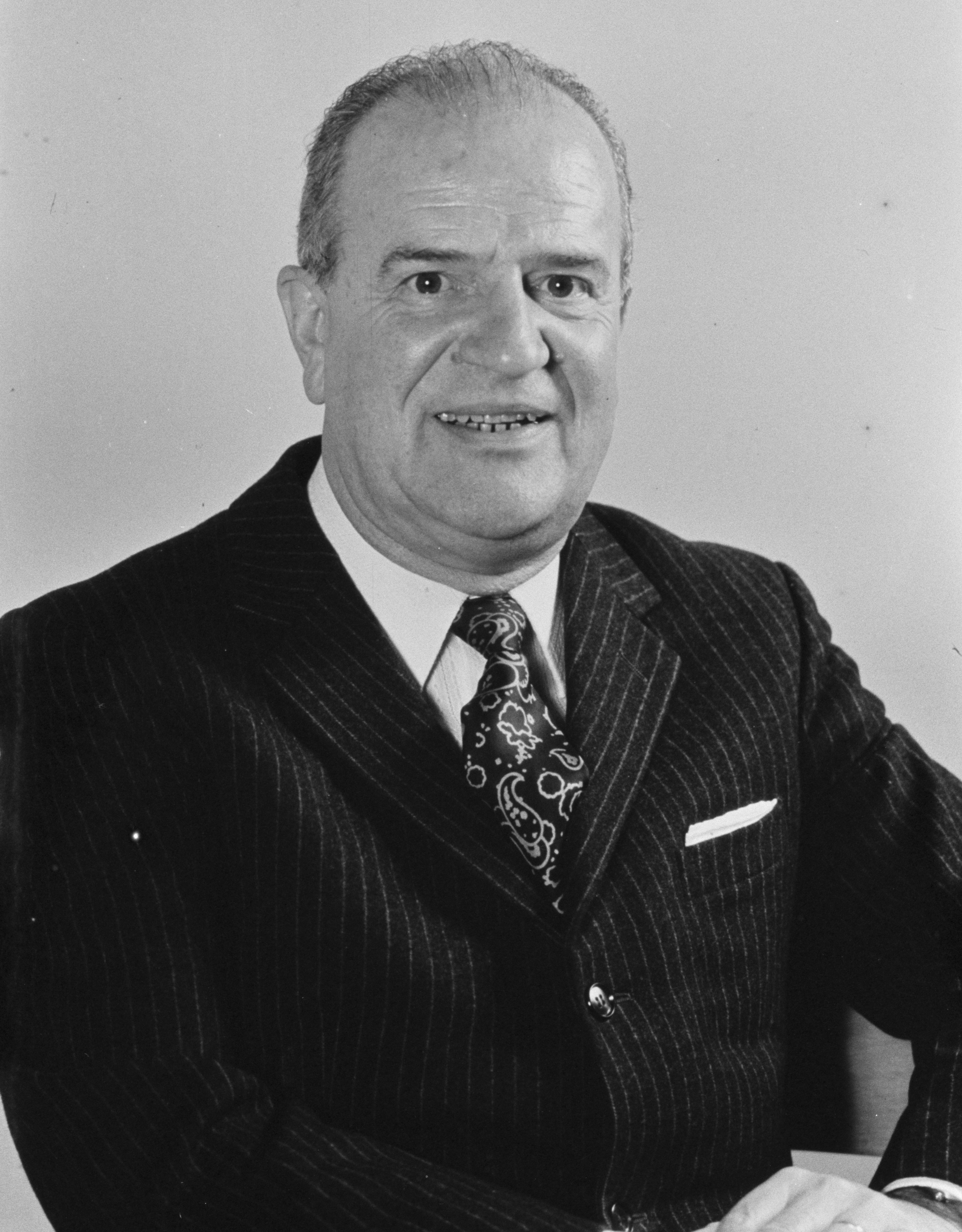

Nello Celio (Quinto, 12 februari 1914 - Bern, 29 december 1995) was een Zwitsers politicus.
Celio volgde onderwijs aan het Salesianer College van Balerna en studeerde aan de kantonnale handelsschool Bellinzona. Celio studeerde daarna rechten aan de universiteiten van Bazel en Bern. In 1937 studeerde hij af en was daarna als notaris werkzaam.
In 1941 werd hij secretaris van het departement van Binnenlandse Zaken van het kanton Ticino. Van 1944 tot 1946 was hij procureur-generaal van Ticino. In 1946 werd Celio voor de Vrijzinnig Democratische Partij (FDP) als opvolger van Emilio Forni in de Staatsraad van Ticino gekozen. Hij beheerde het kantonnaal Departement van Publieke Werken. Samen met Brenno Galli zet hij zich in voor de sedert 1947 bestaande coalitie van liberalen (FDP) en sociaaldemocraten (SPS) (intesa di sinistra).
Celio was voorzitter van de Staatsraad van Ticino (driemaal: 1948-1949, 1953-1954, en 1957-1958) en voorzitter van de FDP in Ticino (1946-1947). Na zijn aftreden uit de Staatsraad van Ticino (1959) werd hij voorzitter van de landelijke Zwitserse FDP (1960-1964).

## Lid van deBondsraad
Op 15 december 1966 werd Nello Celio als opvolger van Paul Chaudet (Vaud) in de Bondsraad gekozen. Hij beheerde het Departement van Militaire Zaken (1967-1968) en het Departement van Financiën (1968-1973). Als minister van Financiën kreeg Celio te maken met een oververhitte economie.
In 1971 was Nello Celio vicepresident en in 1972 bondspresident van Zwitserland. Na zijn aftreden op 31 december 1973 trok Celio zich uit de politiek terug.